# Ruskin Museum

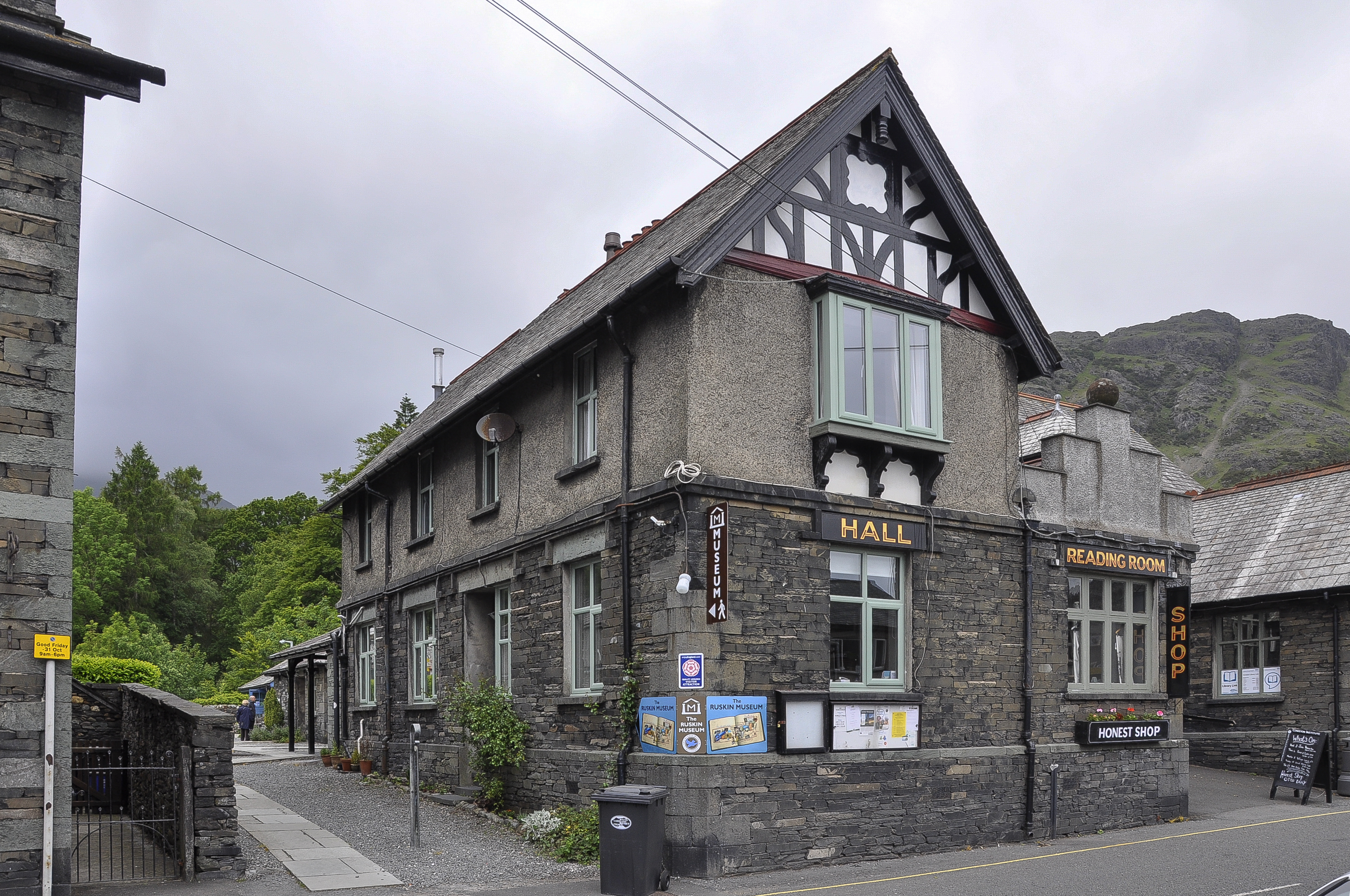
Het Ruskin Museum in Coniston

Het Ruskin Museum is een museum in de Engelse plaats Coniston. Het is genoemd naar John Ruskin, een dichter en maatschappijcriticus die internationaal grote invloed had tijdens de tweede helft van de 19e eeuw. Het werd in 1901, een jaar na zijn dood, gesticht door een van zijn medewerkers. Een tijdlang was het museum verwaarloosd tot een restauratie van 850.000 £ zorgde voor heropening in mei 1999.
Het museum houdt ook de herinnering aan Sir Malcolm Campbell en zijn zoon Donald Campbell levendig. Malcolm Campbell was succesvol toen hij op het vlakbij gelegen Coniston Water een wereldsnelheidsrecord op water vestigde. Zijn zoon kwam op Coniston Water in 1967 om in zijn Bluebird K7 bij een poging om 480 km/h te halen. Zijn lichaam en de resten van de boot werden in 2001 bovengehaald. 

## Collectie
De collectie omvat materiaal over de koper- en leisteenmijnen van de regio, haar geologie, kantproductie, landbouw, en informatie over de schrijver Arthur Ransome. Een uitgebreide collectie behandelt het leven van John Ruskin. Verder is er veel informatie te vinden over de exploten van Donald Campbell. Zijn dochter Gina schonk de gerecupereerde resten van de Bluebird K7 aan het museum. Anno 2016 wordt de Bluebird gereconstrueerd in North Shields met de bedoeling hem weer bedrijfsklaar te maken zoals in begin 1967.

## Galerij

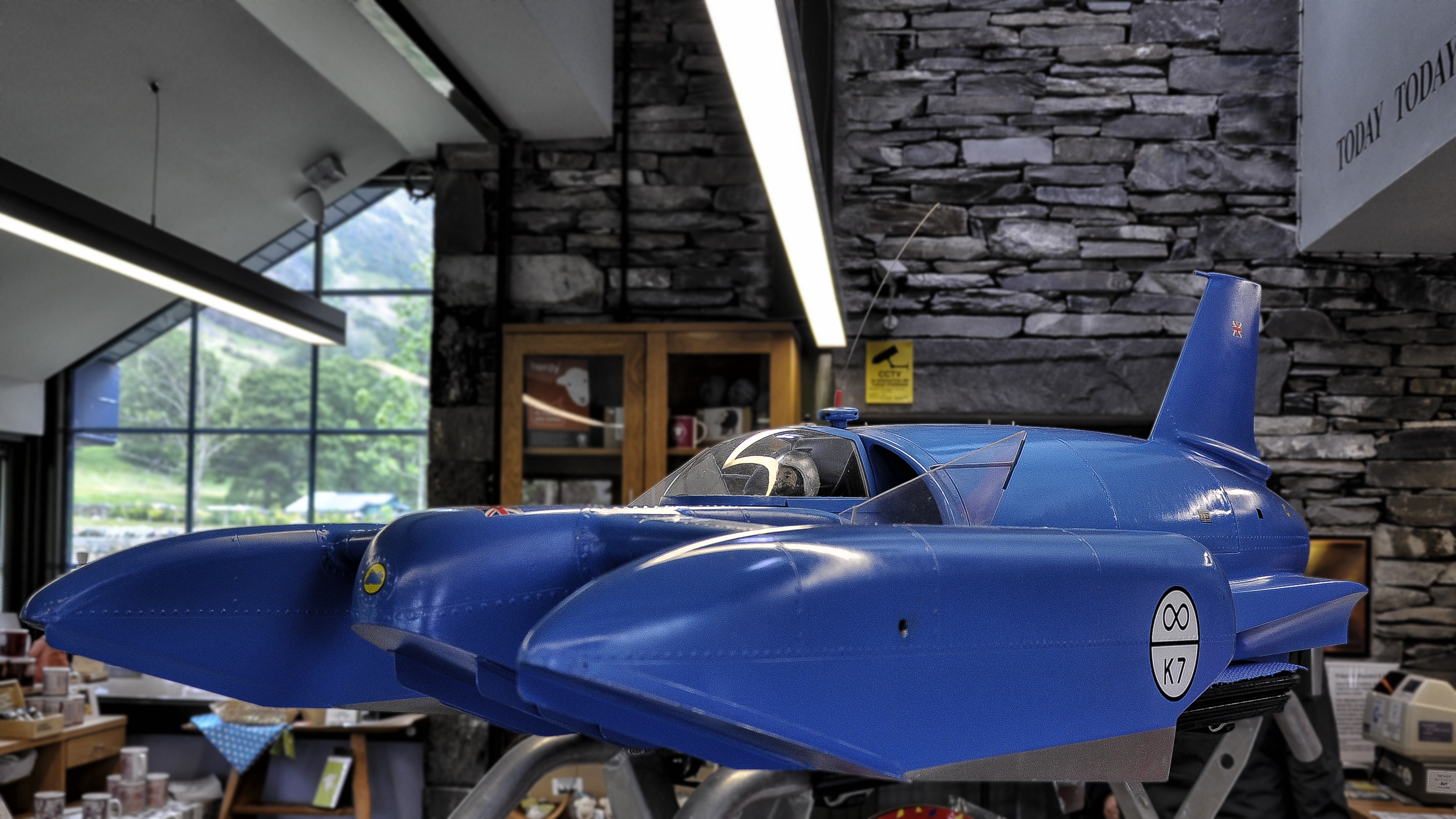
Een model van de Bluebird K7 in het museum
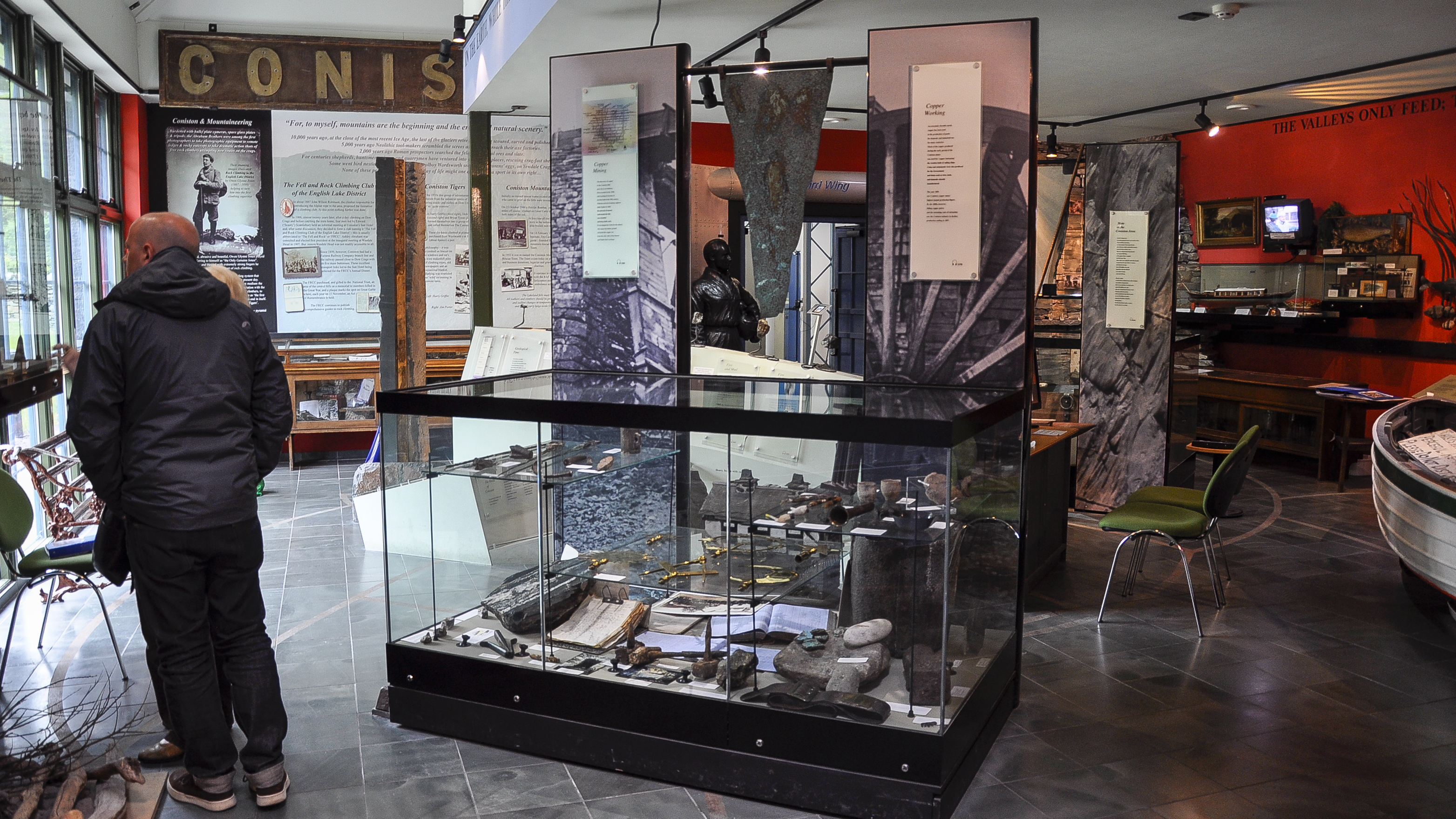
Het Ruskin Museum
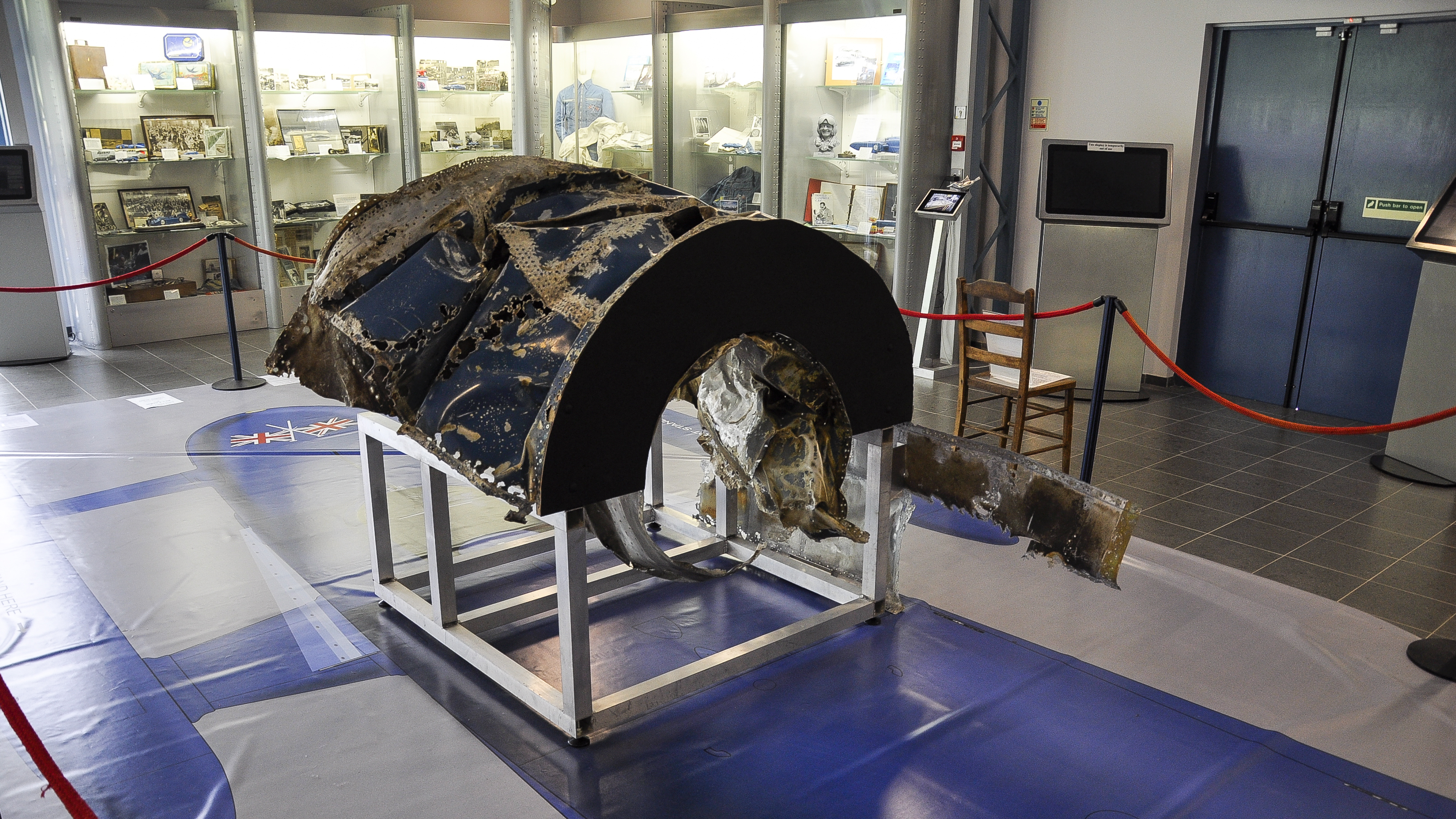
Resten van de Bluebird K7 in het museum